# Tetraneura nigriabdominalis
Tetraneura nigriabdominalis är en insektsart. Tetraneura nigriabdominalis ingår i släktet Tetraneura och familjen långrörsbladlöss. Inga underarter finns listade i Catalogue of Life.